# Pankritischer Rationalismus
Der Pankritische Rationalismus, auch Umfassend Kritischer Rationalismus, ist eine von William W. Bartley entwickelte Ergänzung des Kritischen Rationalismus von Karl Popper. Sie führt eine allumfassende Methode der Kritik ein, die auf der Falsifikation aufbaut, diese aber so erweitert, dass sie auch auf ihre eigenen Grundlagen angewendet werden kann. Dies ermöglicht es, den Kritischen Rationalismus zu vertreten, ohne die eigenen Ansprüche zu verletzen. Der Pankritische Rationalismus verwirft dazu den ‚Umfassenden Rationalismus‘, der besagt, dass eine Position nur dann rational vertreten werden kann, wenn sie begründet ist oder zumindest theoretisch begründet werden könnte. Er ersetzt ihn durch die Grundposition, dass es Begründung nicht gibt und dass Rationalität stattdessen aus der Bereitschaft besteht, Positionen, die man vertritt, für Kritik offenzuhalten. Alle Positionen dürfen vertreten werden, solange sie strenger Prüfung standhalten.

## Rationalitätsproblem
Ein Grundproblem, das sich aus dem kritischen Rationalismus ergibt, wie Popper ihn in der Logik der Forschung und der Offenen Gesellschaft beschreibt, ist die Frage, ob er nach seinen eigenen Kriterien überhaupt akzeptiert werden kann. In beiden Werken war Popper zwar nicht davon ausgegangen, dass Metaphysik sinnlos sei, aber er war doch der Auffassung, dass die Grenzen der Falsifizierbarkeit auch gleichzeitig die Grenzen der rationalen Diskutierbarkeit darstellen und somit die absoluten Grenzen der Wissenschaft. Die Frage nach seiner Gültigkeit könnte der kritische Rationalismus somit nicht mit eigenen Mitteln beantworten. Daraus ergibt sich die Konsequenz, dass es sogar aus Sicht des kritischen Rationalismus keine Möglichkeit gibt, zwischen dem kritischen Rationalismus und anderen vorhandenen Positionen rational zu entscheiden und damit keinen Grund, den kritischen Rationalismus diesen anderen Positionen vorzuziehen.
Poppers erster Lösungsversuch war es, von einem "irrationalen Glauben an die Vernunft" zu sprechen. Zu dieser Auffassung gelangte er durch die Diskussion des umfassenden Rationalismus, der die Forderung erhebt, dass jede Entscheidung durch Erfahrung oder Argumente begründet sein muss, und des vollständigen Irrationalismus, der jede Entscheidung als rein willkürlich und daher beliebig ansieht. Popper erkannte dabei, dass eine Entscheidung für den umfassenden Rationalismus nach seinen eigenen Kriterien nicht begründet werden kann. Er sah ihn aber in der Form eines kritischen Rationalismus, der diese Problematik offen zugibt und "gewisse Beschränkungen anerkennt" als das kleinere Übel. Er argumentierte dafür mit einigen negativen Konsequenzen des Irrationalismus. In einem späteren Aufsatz über das Thema formulierte er dann konkrete Kriterien zur Überprüfung und Unterscheidung von metaphysischen Theorien:
- Ist die Theorie eine Lösung für das Problem?
- Löst die Theorie das Problem besser als andere Theorien, oder verlagert sie das Problem nur?
- Ist die Lösung einfach?
- Ist die Lösung fruchtbar?
- Steht die Lösung im Widerspruch zu anderen philosophischen Theorien, die zur Lösung anderer Probleme benötigt werden?

W. W. Bartley fand diese Positionen Poppers sehr unbefriedigend und betonte, dass sie mit einer Variante des tu-quoque-Arguments angegriffen werden können: Wenn der kritische Rationalismus die Gültigkeit seiner eigenen Kriterien und Grundsätze nicht begründen kann, aber andere Positionen nach diesen Kriterien und Grundsätzen beurteilt, dann muss es auch den anderen Positionen erlaubt sein, den kritischen Rationalismus nach ihren Kriterien und Grundsätzen zu beurteilen. Dies führt jedoch in der Konsequenz ebenfalls zum Irrationalismus, da die Wahl der Kriterien und Grundsätze in keiner logischen Beziehung zur Realität steht und somit willkürlich ist. Bartley bezeichnete dieses Problem in Anlehnung an Poppers Induktions- und Abgrenzungsproblem als das Rationalitätsproblem.

## Kritik statt Begründung
Der erste Schritt in Bartleys Ansatz zur Lösung dieses Problems war eine strikte Trennung von Begründung und Kritik. Bartley sah, dass im umfassenden Rationalismus die klassische Form der Kritik darin bestand, auf eine mangelnde Rechtfertigung hinzuweisen. Wenn man jedoch von einer absoluten Wahrheit ausgeht, dann bedeutet eine mangelnde Rechtfertigung nicht die Falschheit der kritisierten These. Popper hatte dies zwar bereits zuvor vertreten, bezog es aber nicht ausdrücklich auf die Grundlagen und Maßstäbe der Rationalität selbst. Bartley verwarf hingegen diese Form der Kritik, die auch Popper in der Offenen Gesellschaft zu seiner skeptischen Haltung bezüglich der eigenen Position geführt hatte, für alle Bereiche vollständig als ungültig. Für Bartley war damit ein kritisches Argument nur zulässig, wenn es die Wahrheit der kritisierten Position angriff; wenn es also mit der kritisierten Position im logischen Widerspruch stand. Weit ausdrücklicher als Popper stellte sich Bartley gegen jede Form der Begründung und distanzierte sich damit radikal vom umfassenden Rationalismus. Bartley sprach vom umfassenden Rationalismus als einer autoritären Denkstruktur, die gleichzeitig dem Irrationalismus viel näher stehe, als Popper das in der Offenen Gesellschaft erkannt habe.

## Rationale Argumentation
Der zweite Schritt seiner Lösung bestand darin, den logischen Zusammenhang von Argumenten weiter herauszuarbeiten, die auf die Wahrheit der angegriffenen Position abzielen, und nicht auf ihre Rechtfertigung. Während bereits Popper erkannt hatte, dass eine widersprüchliche Position und eine falsifizierbare Theorie, die einem wahren Basissatz widerspricht, nicht wahr sein können, führte Bartley eine weitere Form des rationalen Arguments ein:
- Eine metaphysische Theorie, die einer wahren falsifizierbaren Theorie widerspricht, kann nicht wahr sein.

Somit können metaphysische Theorien durch empirische Theorien überprüft werden. Solche Argumente sind undogmatisch, da die verwendete empirische Theorie ihrerseits durch Beobachtungssätze falsifiziert werden kann. Umgekehrt gibt es auch kein Argument, das nur die Verwendung von Beobachtungssätzen und nicht die Verwendung von falsifizierbaren Theorien zur Kritik zulassen würde, denn die Stärke der Beobachtungssätze ist nicht ihre Beweisbarkeit, die nicht gegeben ist, sondern, wie bei falsifizierbaren Theorien auch, die Möglichkeit, sie durch weitere Beobachtung in beliebige Tiefe zu überprüfen. Damit war Poppers Sichtweise der Unwiderlegbarkeit der Metaphysik hinfällig.
Weiterhin machte sich Bartley die logischen Beziehung zwischen normativen bzw. methodischen Aussagen und realen Gegebenheiten zu Nutze. Seiner Auffassung nach hatte in der Diskussion über den Kritischen Rationalismus die Ungültigkeit von naturalistischen Fehlschlüssen der Form
| Die Wissenschaft wendet eine Induktionsmethode an     |
| Die Wissenschaft soll eine Induktionsmethode anwenden |

zu sehr dazu geführt, dass normative und deskriptive Aussagen fälschlicherweise als unabhängig angesehen wurden und eine logische Beziehung zwischen beidem verneint wurde. Bartley wies diese Sicht in ihrer Pauschalität zurück und beschränkte sie auf die These, dass es lediglich keine Möglichkeit der Rechtfertigung einer normativen Aussage durch die Annahme der Wahrheit einer deskriptiven Aussage gebe. Jedoch lassen sich normative Aussagen durch deskriptive Aussagen durchaus kritisieren, denn normative Aussagen stehen in einer streng deduktiven, logischen Beziehung zu deskriptiven Aussagen, wie zum Beispiel der Schluss
| Karl soll ein Genie werden |
| Karl kann ein Genie werden |

Bartley argumentierte, dass die normative Aussage somit durchaus durch den empirischen Befund eines schweren Hirnschadens kritisiert werden könnte. Ultra posse nemo obligatur als Form der Kritisierbarkeit von Normen aufgrund von Fakten wurde aber auch von Popper genauso vertreten.

## Grundposition
Mit diesen Resultaten und der Erweiterung von Poppers Falsifikationsmethode zu einer umfassenden Rationalitätstheorie fällt die Bedeutung der Falsifizierbarkeit als Grenze der Wissenschaft; sie wird zu einer Abgrenzung zwischen empirischen und nicht-empirischen Sätzen, die bestimmend für die Methode ist, aber nicht für den erkenntnistheoretischen Status der Sätze. Die Wissenschaft charakterisiert sich ausschließlich über ihr umfassend kritisch-rationales Vorgehen, nicht durch die logische Struktur oder sonstige Kriterien der Sätze, die sie vertritt. Bartley nannte diese Position den pankritischen Rationalismus und fasste sie mit der grundlegenden Hypothese
Alle Positionen sind kritisierbar
zusammen. Jede Ablehnung einer These, die nicht auf Sachargumenten beruht, sondern auf der Behauptung, die These sei prinzipiell nicht diskutierbar, zum Beispiel unbeweisbar, oder nicht falsifizierbar, oder nicht kohärent mit den eigenen Grundannahmen, ist demnach ein dogmatischer Regress. (Siehe jedoch auch einerseits den rationalen Dogmatismus und andererseits den ‚doppelt verschanzten‘, ‚verstärkten‘ oder ‚verschärften Dogmatismus‘ – absichtlich konstruierte Immunisierungsstrategien, zum Beispiel die Abwehr jedes Gegenarguments durch den Verweis auf eine angebliche Geisteskrankheit des Diskussionspartners.) Bartley betonte, dass ein metaphysischer Determinismus, der prinzipiell analog dem Indeterminismus der Quantenphysik aus einer falsifizierbaren Theorie folgen könnte, die Position des pankritischen Rationalismus nach ihren eigenen Kriterien zu Fall bringen könnte, da sie jede Kritik als Illusion entlarven würde.
Trotz langjähriger Differenzen zwischen Popper und Bartley stimmten beide in vielen Punkten überein, die genauere Situation ist aber sehr kompliziert. Es gibt einige Passagen in Offene Gesellschaft ab der vierten Auflage und in Realismus und das Ziel der Wissenschaft, die stark darauf hindeuten, dass Popper die Position von Bartley letztendlich vollumfänglich akzeptierte. Bei genauerer Betrachtung stellt sich allerdings heraus, dass Popper Bartley die Erlaubnis erteilt hatte, diese Änderungen selbst vorzunehmen; sie wurden also alle von Bartley selbst verfasst. Nach dem Tod von Bartley distanzierte sich Popper bei einem Treffen in Kyoto von einer vollständigen Übereinstimmung mit Bartley.

## Dialektik
Joachim Klowski arbeitete die kritische Methode des pankritischen Rationalismus weiter für Kritik an dialektischen Positionen aus. Er unterschied dazu kontextinvariante und kontextvariante Objekte in der Sprache. Wenn sich in einem dialektischen Satz (einem Satz, in dem sich Widersprüche befinden) ein kontextvariantes Objekt nicht in ein kontextinvariantes Objekt umwandeln lässt, und die logischen Widersprüche des Satzes nur durch solche Objekte verursacht werden (zum Beispiel dem Ganzen im Sinne der Totalität), dann lässt sich noch mit Deduktion und Kritik rational argumentieren und die Widersprüche sind kein Argument zur Ablehnung der Position.
Klowski versuchte also, das Problem der Kritisierbarkeit eines dialektischen Satzes zu lösen, indem er darin noch einen logischen Anteil ausmachte und den Anwendungsbereich der kritischen Methode auf diesen Anteil einschränkte. Er wollte so einerseits verhindern, dass dialektische Sätze von der Kritik pauschal ausgeschlossen und kommentarlos abgelehnt werden, andererseits, dass sie in allen, insbesondere auch in ihren dialektischen Bestandteilen der Kritik unterworfen werden, obwohl das wegen der Widersprüche ebenfalls zwangsläufig zur pauschalen Ablehnung führen müsste.
Da jeder dialektische Satz immer einen solchen logischen Anteil hat, kann die Position des Pankritischen Rationalismus erfolgreich gegen die Dialektik verteidigt werden. Denn sie besagt nur, dass alle Positionen kritisierbar sind. Diese Kritisierbarkeit muss jedoch nicht auch die Struktur jedes einzelnen Objekts umfassen, über das die Position spricht. Isoliert man solche Objekte, stellen sie keinen Satz und folglich auch keine Position mehr dar, so dass sie vom pankritischen Rationalismus nicht mehr berührt werden. Da solche dialektischen Objekte, die den dialektischen Anteil eines dialektischen Satzes ausmachen, notwendigerweise widersprüchlich sind, dürfen sie umgekehrt nicht dazu verwendet werden, um beliebiges herzuleiten. Denn auch dies würde zur Willkür führen. Das bedeutet, dass die kritische Methode den Primat hat, d. h., sie kann und muss auf alles angewendet werden, was zur Logik gehört, auch auf den logischen Anteil von dialektischen Sätzen.
Klowski leitete diesen Primat aus Bartleys Feststellung ab, dass es eine Kernlogik gibt, die unrevidierbar ist. Ohne sie wäre jede Diskussion völlig willkürlich und bestünde nur noch aus einem zusammenhanglosen Austausch von beliebigen Sätzen. Sie bildet daher eine absolute Voraussetzung jeder sinnvollen Argumentation und kann nur zusammen mit der Tätigkeit des Argumentierens selbst aufgegeben, nicht aber im Rahmen einer Argumentation durch etwas anderes ersetzt werden. Der Primat der kritischen Methode ist also unaufhebbar. Sie hat aber aus der Sicht von Klowski nicht, wie Popper das sah, die absolute Herrschaft: Sie darf in seinen Augen nicht auf die dialektischen Bestandteile eines Satzes angewendet werden, d. h., ihre eigene Grenze überschreiten, obwohl sie jenseits davon keine Gültigkeit hat.
Denn dies würde zur unkritischen und pauschalen Ablehnung jedes dialektischen Satzes führen, alleine aufgrund von Annahmen, die der Dialektiker gar nicht teilt und ohne die er auszukommen glaubt, nämlich die Gültigkeit der Logik, insbesondere der uneingeschränkte Ausschluss von Widersprüchen. Der Pankritische Rationalist würde also das Recht verlieren, den Dialektiker für überhaupt irgendetwas zu kritisieren, da der ihm vorhalten könnte, die Ablehnung resultiere alleine aus der Unzulänglichkeit der kritischen Methode, die er, der Dialektiker, erkannt habe und die er daher bewusst zugunsten der Dialektik vermeide.
Klowski schloss aus seinen Überlegungen:
der pankritische Rationalismus [wird] durch diese methodologische Revision erst wirklich pankritisch, namlich auch kritisch hinsichtlich des Anwendungsbereichs der eigenen Methode.
Er erläuterte am Beispiel der Totalität, dass eine rationale Kritik auf der Basis einer erfolgreichen Argumentation gegen die Behauptung möglich wäre, dass sie überhaupt existiert, nicht aber auf der Basis einer pauschalen Ablehnung wegen ihrer Widersprüche.

## Kritik
John F. Post und John W. N. Watkins haben bezweifelt, dass der pankritische Rationalismus selbst vollständig kritisierbar ist und Bedenken geäußert, dass er ein verschärftes Dogma sein könnte. Bartley antwortete darauf in zusätzlichen Anhängen zu Flucht ins Engagement, weiter erörtert hat die Frage David Miller. Armando Cíntora ist der Auffassung, dass diese Klärung ad hoc ist und die Probleme nach wie vor bestehen.